# Sanghaj Senhua
A Sanghaj Senhua (上海申花) egy 1993-ban alapított labdarúgócsapat, amely a kínai Szuper Ligában szerepel. A csapat tulajdonosa Csu Csün (Zhu Jun). A csapat edzője Quique Sánchez Flores egykori spanyol labdarúgó. A Hongkou Stadionban játsszák mérkőzéseiket, amely 33 060 férőhelyes. Eddig háromszor nyerte meg hazája bajnokságát, és négyszer a Kínai FA Kupát.

## Története
Ennek a klubnak az elődjét 1954-ben alapították.
Didier Drogba a Chelsea volt sztárja 2012-ben a csapathoz szerződött.

## Keret
2018. július 13-i állapot szerint.
| #  |     | Poszt | Név                |
| -- | --- | ----- | ------------------ |
| 2  | CHN | V     | Hszü Jukang        |
| 3  | CHN | V     | Li Csienpin        |
| 4  | CHN | V     | Csiang Senglung    |
| 5  | CHN | V     | Csu Csencsie       |
| 6  | CHN | V     | Li Peng            |
| 7  | CHN | CS    | Mao Csiencsing     |
| 8  | CHN | KP    | Csang Lu           |
| 9  | SEN | CS    | Demba Ba           |
| 10 | COL | KP    | Giovanni Moreno () |
| 11 | PAR | KP    | Óscar Romero       |
| 12 | CHN | K     | Csen Csao          |
| 13 | COL | KP    | Fredy Guarín       |
| 14 | CHN | V     | Szun Kaj           |
| 15 | CHN | CS    | Csu Csienzsung     |
| 16 | CHN | V     | Li Jüncsiu         |

| #  |     | Poszt | Név                |
| -- | --- | ----- | ------------------ |
| 18 | CHN | CS    | Kao Ti             |
| 19 | CHN | V     | Li Hsziaoming      |
| 20 | CHN | KP    | Vang Jün           |
| 21 | CHN | KP    | Hszü Haojang       |
| 23 | CHN | V     | Paj Csiacsün       |
| 27 | CHN | K     | Li Suaj            |
| 28 | CHN | KP    | Cao Jünting        |
| 29 | CHN | KP    | Csou Csüncsen      |
| 31 | CHN | KP    | Vang Vej           |
| 32 | CHN | V     | Ajti Fulanghszisze |
| 36 | CHN | KP    | Liu Zsofan         |
| 37 | CHN | KP    | Szun Silin         |
| 39 | CHN | KP    | cung Csen          |
| -  | CHN | KP    | Vu Jicsen          |